# Pop-Lackierung
Die Pop-Lackierung, auch Pop-Lack, Pop-Farben, Pop-Farbgebung, Pop-Farbschema, Pop-Farbkonzept, Pop-Farbversuch oder Pop-Design genannt, war ein Ende 1969 von der ehemaligen Deutschen Bundesbahn (DB) eingeführtes Lackierungskonzept für Personenwagen und Triebwagen. Das experimentelle Projekt konnte sich jedoch nicht durchsetzen und wurde, außer bei der S-Bahn, schon 1974 abgelöst. Die Bezeichnung des Designkonzepts in Anlehnung an die etwa zeitgleich aufgekommene Pop Art etablierte sich dabei erst in späteren Jahren und wurde von der Deutschen Bundesbahn nie offiziell verwendet.

## Vorgeschichte

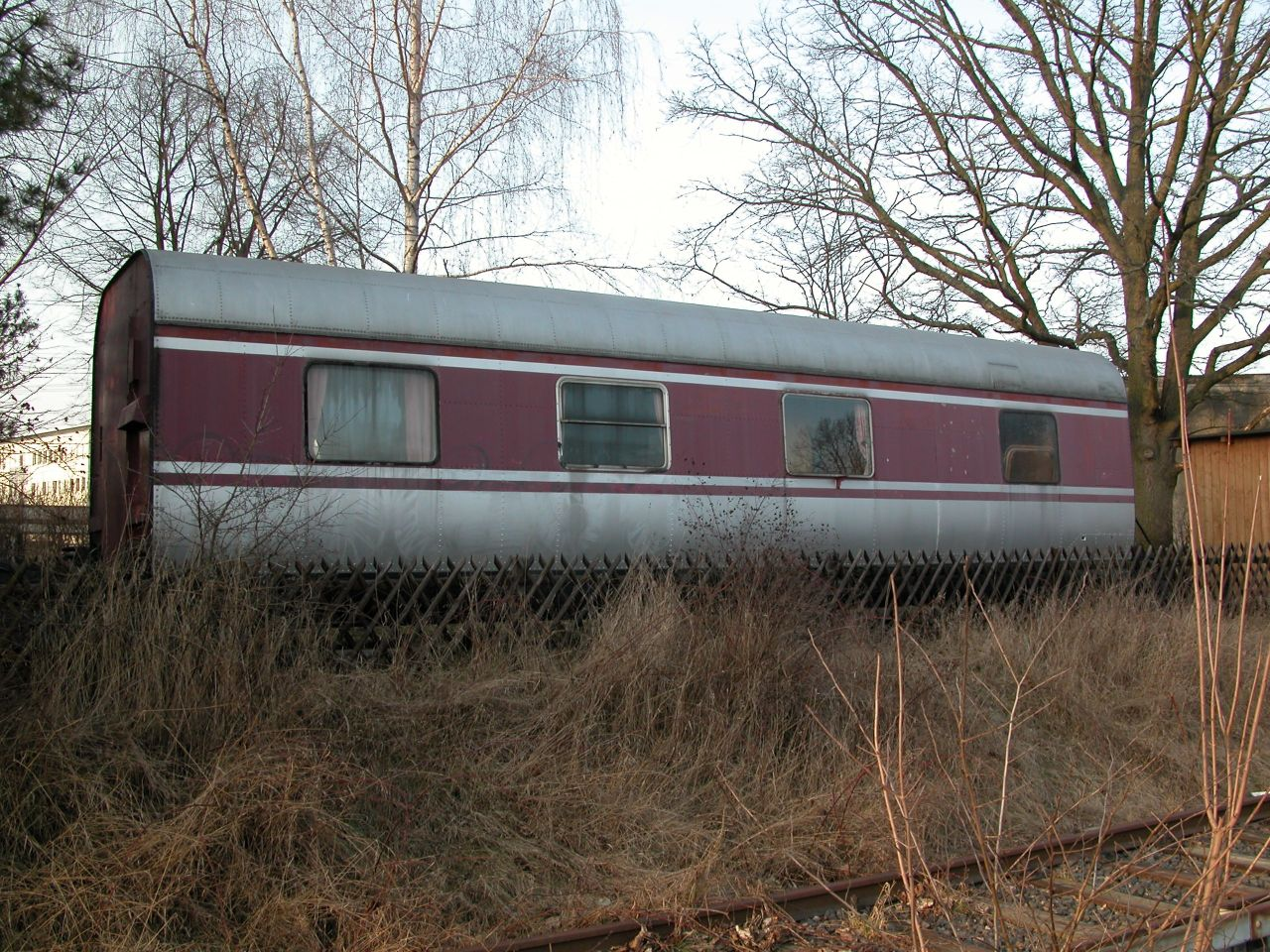
Der VT 10 551 aus dem Jahr 1953 wies bereits wesentliche Gestaltungselemente der späteren Pop-Lackierung auf

Noch in den 1960er Jahren präsentierte sich ein Großteil der Fahrzeuge der Deutschen Bundesbahn einfarbig und in konservativen, gedeckten und schmutzunempfindlichen Farben. Abgesehen von den schwarzen Dampflokomotiven waren etwa Elektrolokomotiven sowie Personenwagen in der Regel RAL 6020 Chromoxidgrün oder RAL 5013 Kobaltblau und Diesellokomotiven, Triebwagen, Speisewagen sowie Schlafwagen meist RAL 3004 Purpurrot. Hinzu kamen die unlackierten Edelstahl-Nahverkehrswagen, die sogenannten Silberlinge. Lediglich die komfortablen Trans-Europ-Express-Züge (TEE) hoben sich mit ihrer zweifarbigen Lackierung in Elfenbein und Purpurrot schon seit 1957 deutlich davon ab, die jedoch auf einer internationalen Vereinbarung mit den benachbarten Bahnverwaltungen basierte. Zuvor trug außerdem schon der 1953 beschaffte Nachttriebzug VT 10 551 eine Farbgebung mit silbernen Wagenkästen, purpurrotem Fensterband und purpurroten Zierlinien über und unter dem Fensterband, ähnlich der späteren Pop-Lackierung für Schlaf- und Speisewagen. Er blieb jedoch ein kurzlebiges Einzelstück, wurde nicht in Serie beschafft und schon 1960 ausgemustert.
Auch außerhalb Deutschlands bot sich weitgehend das gleiche Bild, von wenigen Ausnahmen abgesehen. So beschaffte die italienische Staatsbahn ab 1952 die elektrischen Schnelltriebzüge ETR 250 und ETR 300 „Settebello“ in grau mit grünem Fensterband und lackierte auch die älteren ETR 200 entsprechend um, die ab 1961 gelieferten ALe 601 erhielten die gleiche Farbgebung. Die japanische Staatsbahn und die Österreichischen Bundesbahnen (ÖBB) betrieben ab 1964 beziehungsweise 1965 ihre jeweiligen Paradetriebzüge Shinkansen und die Reihe 4010 für den Transalpin mit einer sehr hellen Grundfarbe und einem dunkelblauen Fensterband. 

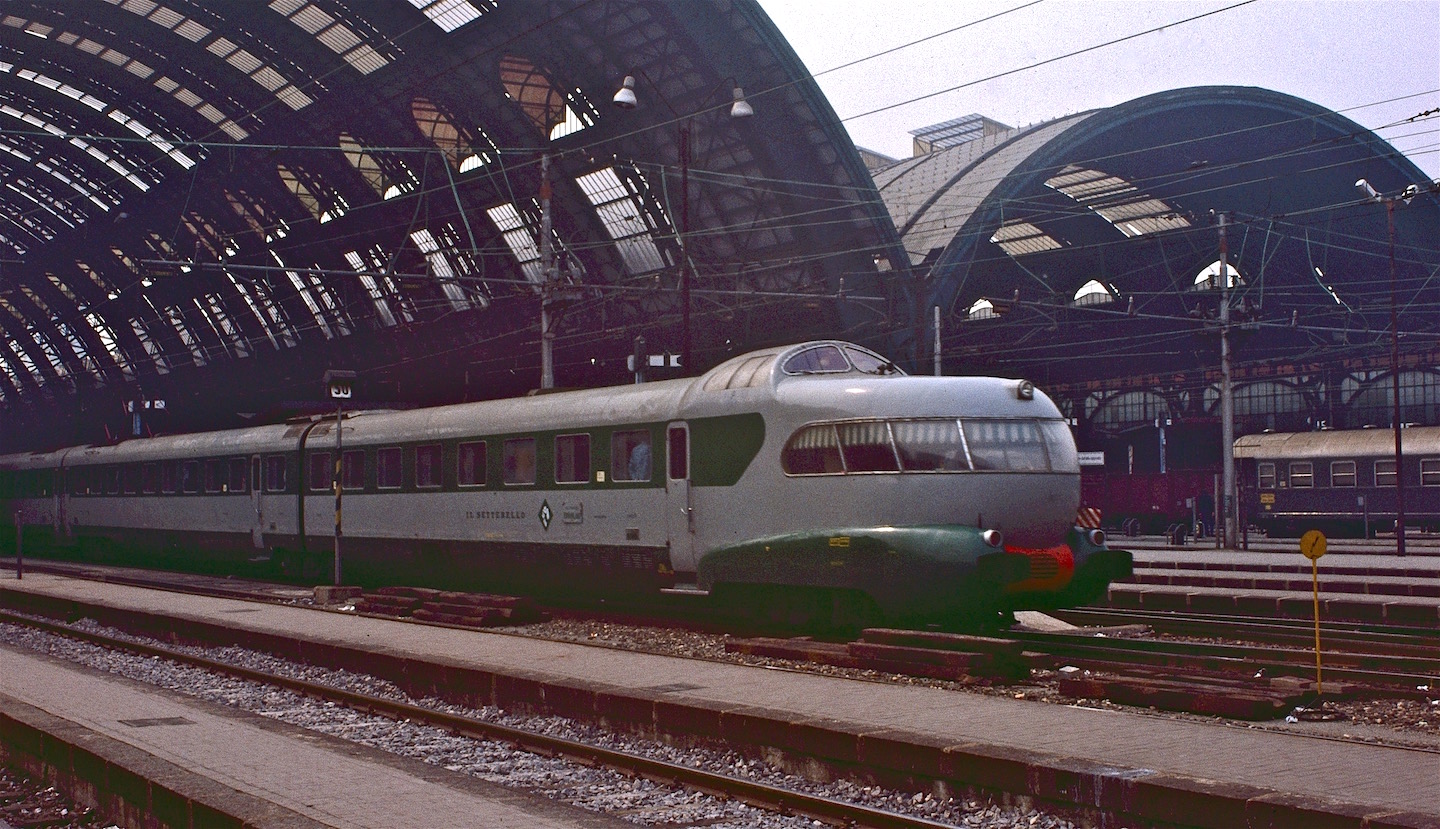
Der italienische Settebello von 1952
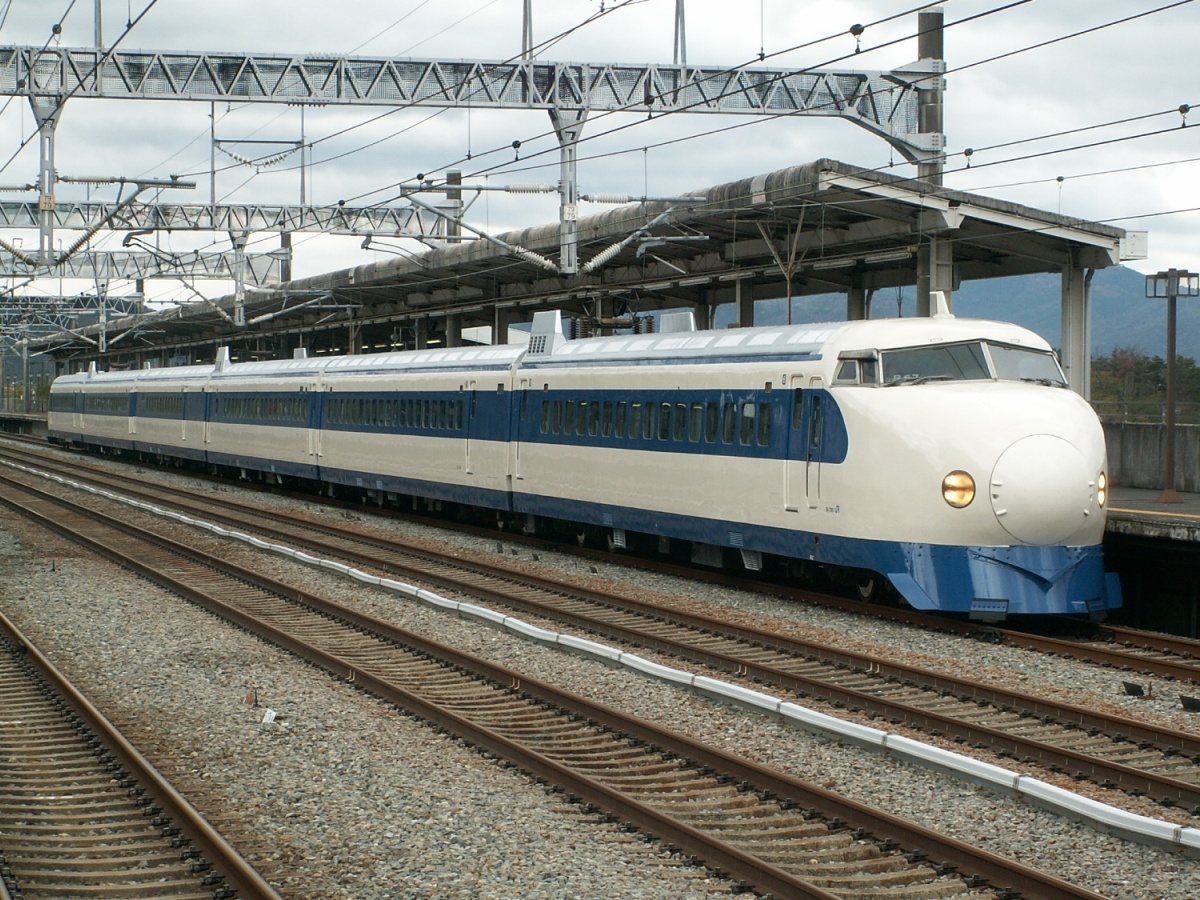
Ein japanischer Shinkansen der ersten Generation von 1964
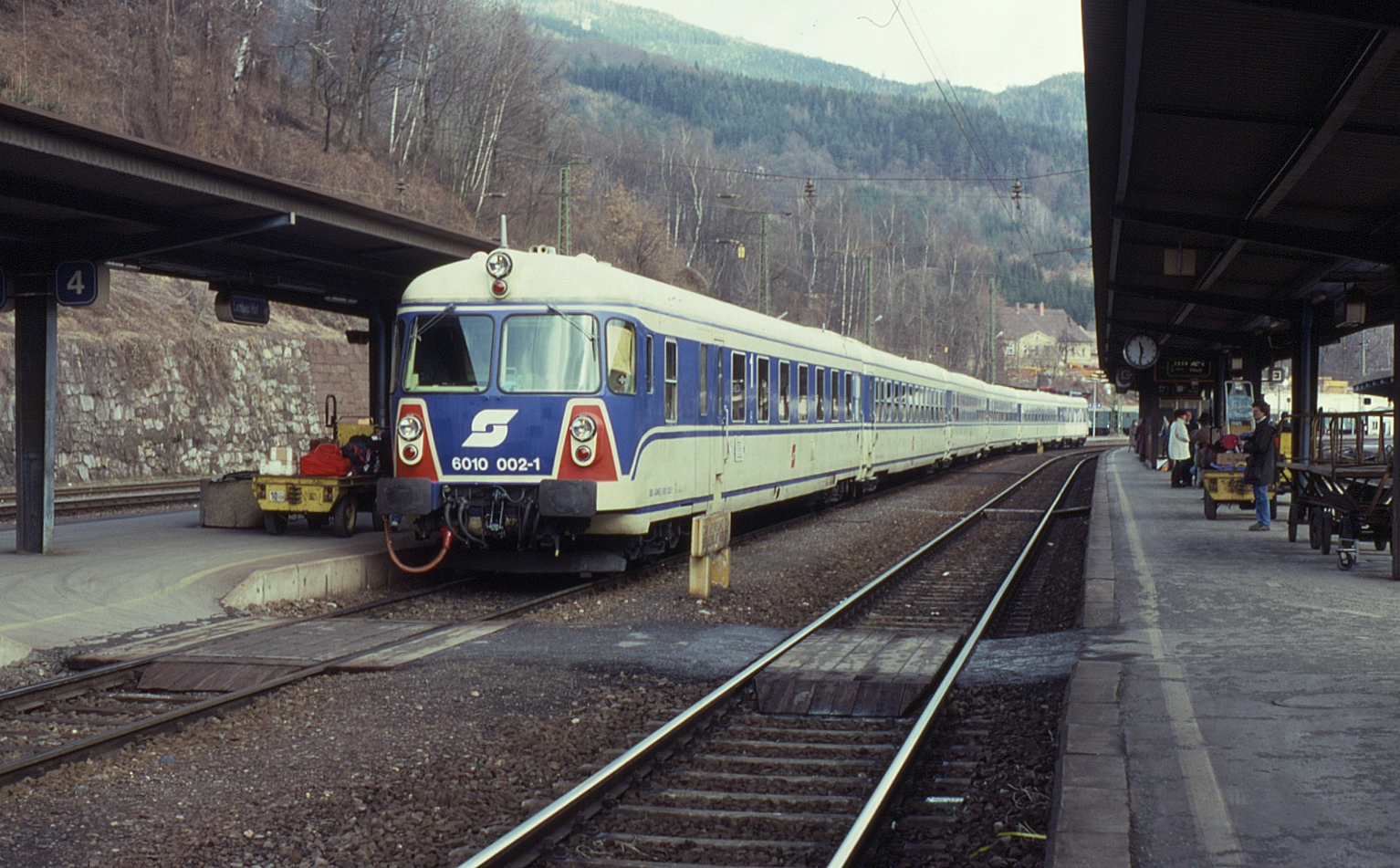
Ein österreichischer Triebwagenzug der Reihe 4010, ab 1965 für den Transalpin beschafft

Dem damaligen Zeitgeist entsprechend stellte daher auch die Deutsche Bundesbahn auf dem Höhepunkt der Hippie-Bewegung und im Jahr nach dem Aufkommen der 68er-Bewegung Überlegungen an, wie sie ihrem übrigen Fahrzeugmaterial ein frischeres, modernes, freundliches und vor allem helleres Aussehen und damit eine neue Wahrnehmung in der Öffentlichkeit verschaffen könnte. Analog zum TEE war ebenfalls ein zweifarbiges Design vorgesehen, wobei die Aufteilung zwischen dem dunklen und dem hellen Bereich genau umgekehrt war.

## Anwendung

### Baureihe 420

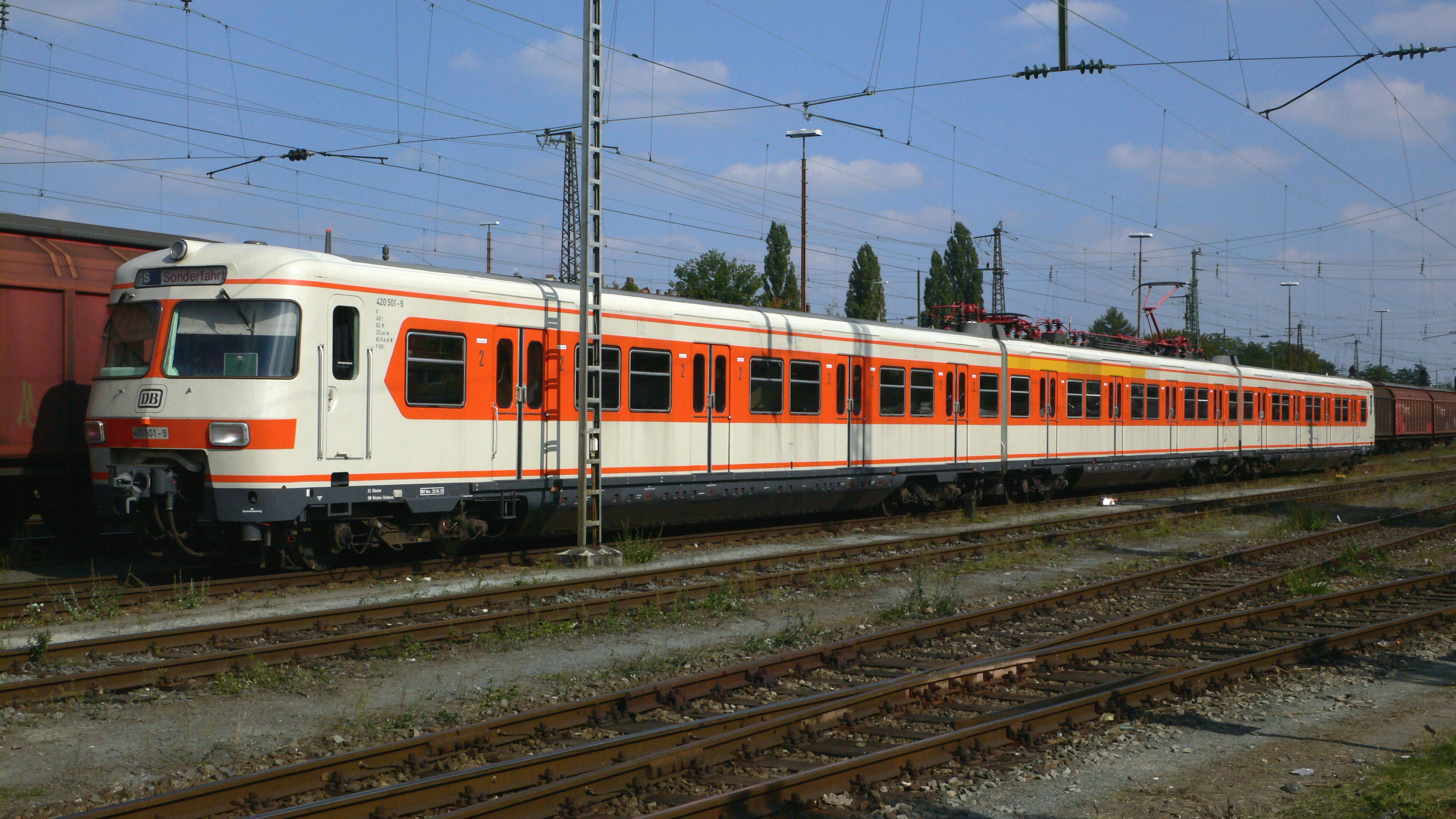
Ein Triebwagen der Baureihe 420 in reinorange-kieselgrauer Pop-Lackierung

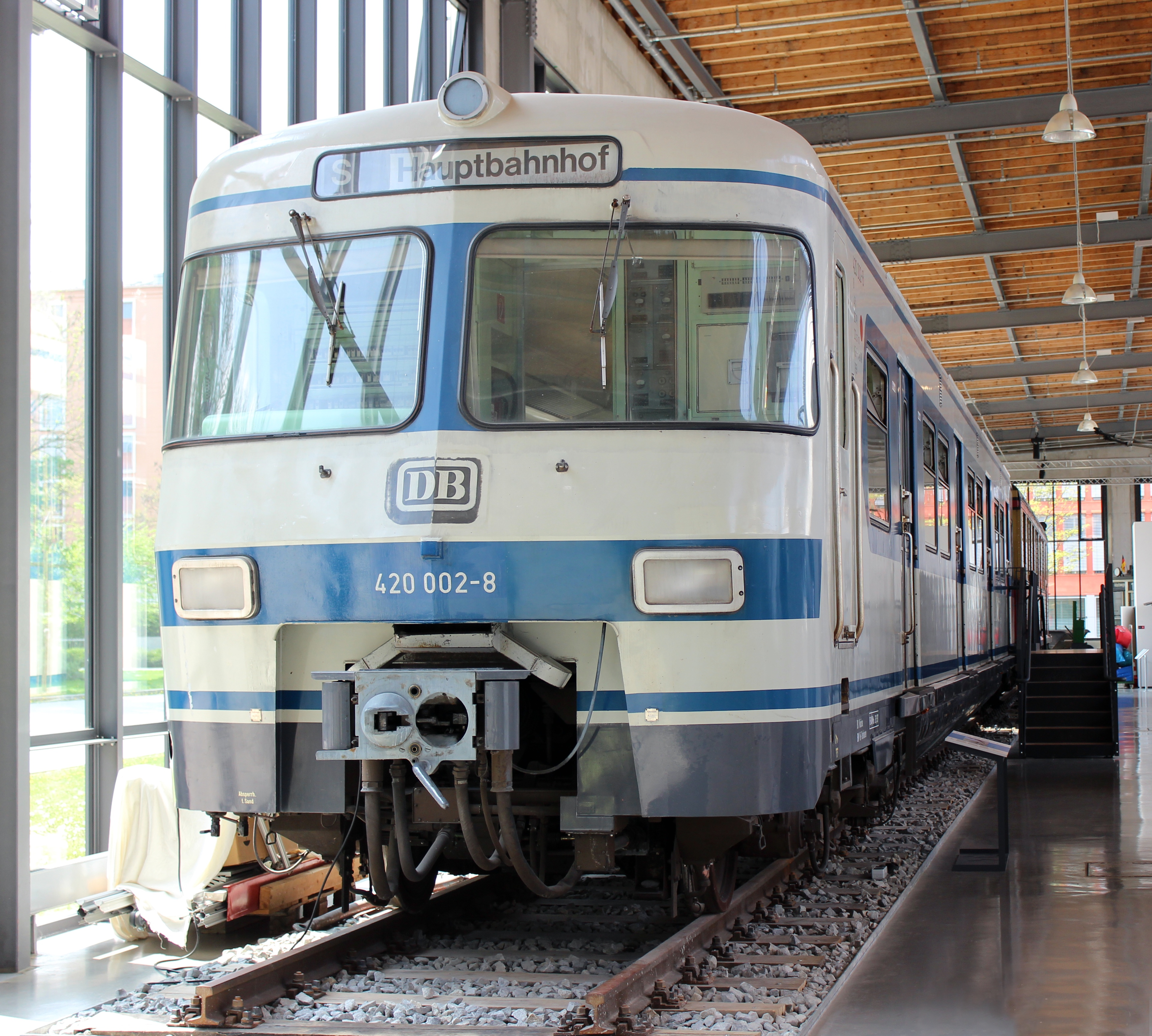
Ein Triebwagen der Baureihe 420 in grünblau-kieselgrauer Pop-Lackierung

Zur Verbesserung der oben geschilderten Situation errichtete die Deutsche Bundesbahn 1969 eigens ein sogenanntes Design-Center, welches dem Bundesbahn-Zentralamt (BZA) in München unterstand. Es sollte die »Hinwendung der DB zum Markt« auch in ihrem Erscheinungsbild zum Ausdruck bringen, wie es etwa mit Hilfe einheitlicher Piktogramme schon seit 1963 der Fall war. Als erste Versuchsmaßnahme ließ das neue Design-Center die Fensterbänder der drei Ende 1969 beziehungsweise Anfang 1970 abgelieferten Prototypen der neuen Baureihe 420 samt zugehöriger Mittelwagen der Baureihe 421 versuchsweise in drei verschiedenen Kennfarben lackieren:
- 420 001, abgenommen am 11. Dezember 1969: RAL 2004 Reinorange, vorgesehen für die S-Bahn Rhein-Ruhr
- 420 002, abgenommen am 8. Januar 1970: RAL 5001 Grünblau, vorgesehen für die S-Bahn München
- 420 003, abgenommen am 4. Februar 1970: RAL 3002 Karminrot, vorgesehen für die S-Bahn Rhein-Main

Die Zuordnung zu den drei Netzen basierte dabei auf einer Anfang des Jahres 1970 durchgeführten Abstimmung unter den Fahrgästen, die in Düsseldorf, Frankfurt am Main und München stattfand. Dafür hatte die Deutsche Bundesbahn in Zügen der betreffenden Regionen eigens Wahlurnen aufgestellt. Aus Kostengründen setzte sich die DB aber später über den Wunsch der Frankfurter hinweg und ließ auch die für die S-Bahn Rhein-Main vorgesehenen Triebwagen in orange-kieselgrau liefern, für das die Düsseldorfer Fahrgäste votiert hatten. In der jeweiligen Kennfarbe lackiert waren außerdem je ein schmaler Zierstreifen unterhalb der Dachkante sowie auf Höhe des Wagenbodens, das DB-Logo sowie die sonstigen Aufschriften. Der Wagenkasten sowie die Klassenziffern waren bei allen drei Varianten einheitlich RAL 7032 Kieselgrau, die Dächer RAL 7022 Umbragrau, die Langträger sowie die Untergestelle RAL 9005 Tiefschwarz und der Erste-Klasse-Streifen RAL 1004 Goldgelb.
Im Gegenzug zu den Schnellzugwagen bewährte sich die Pop-Lackierung bei der Baureihe 420 und entwickelte sich letztlich zur Standardlackierung für die westdeutschen Wechselstrom-S-Bahn-Netze. Dadurch überlebten die Pop-Farben zumindest bei der S-Bahn noch bis zur Einführung der sogenannten Produktfarben im Jahr 1986. Allerdings fand schon in den frühen 1970er Jahren eine Vereinfachung statt. So wurde das ursprünglich exklusiv für das Rhein-Main-Gebiet vorgesehene Karminrot noch lange vor Inbetriebnahme des dortigen Netzes im Jahr 1978 ad acta gelegt, unter anderem zur besseren Austauschbarkeit der Triebzüge zwischen den verschiedenen S-Bahn-Netzen. Der einzige karminrote Triebzug fuhr stets in München und wurde 1981 zunächst in Grünblau/Kieselgrau umlackiert. Ab 1984 übernahm München dann statt Grünblau ebenfalls die Kennfarbe Reinorange, wenngleich der letzte grünblaue Zug erst 2002 von der Bildfläche verschwand. Die Garnituren der 1978 eröffneten S-Bahn Stuttgart waren schon von Beginn an Reinorange.
Eine Besonderheit stellte die gemischtfarbige Garnitur 420 122, 420 622 und 421 122 dar, bei welcher anfangs nur ein Endwagen grünblau lackiert war, der Mittelwagen und der andere Endwagen jedoch reinorange. Ursächlich hierfür war die kurzfristige Entscheidung, die Baureihe ab dem 122. Zug auch bei der S-Bahn Rhein-Ruhr zu beheimaten, für die ja die reinorange Lackierung vorgesehen war. Zu diesem Zeitpunkt war der Endwagen 420 122 jedoch schon grünblau lackiert. In späteren Jahren stellte die Deutsche Bundesbahn dann unfallbedingt weitere gemischte Garnituren zusammen.
Neben dem allerersten Zug der Baureihe 420 überhaupt, der als einziger seine reinorange-kieselgraue Pop-Lackierung bis zuletzt behielt und zum DB Museum in Nürnberg kam, konserviert das Verkehrszentrum des Deutschen Museums in München den Triebkopf 420 002 in grünblau-kieselgrauer Originallackierung. Alle anderen Einheiten wurden verschrottet oder umgespritzt.

### Schnellzugwagen
Im Frühjahr 1970 erhielt das Design Center den Auftrag, auch für Schnellzugwagen entsprechende Ideen zu erarbeiten. Hierzu übertrug es die Farbaufteilung der drei S-Bahn-Prototypen vor allem auf die damals in großer Stückzahl abgelieferten, 26,4 Meter langen Schnellzugwagen der Bauart UIC-X, womit die – später so genannten – Pop-Wagen entstanden. Erstes Versuchsobjekt war jedoch ein sogenannter Mitteleinstiegswagen der Gattung ABym411. Er repräsentierte gleich vier Farben auf einmal, verfügte jedoch nur über aufgeklebte Folien und gelangte in dieser Form nie in den regulären Einsatz.
Ursächlich für die Einführung der Pop-Farben im Schnellzugverkehr war unter anderem die damals bevorstehende Einführung von Fernverkehrs-Reisezugwagen aus weitgehend unlackiertem, rostfreien Edelstahl, wenngleich diese in Deutschland über die Herstellung zweier Prototypen des Herstellers Linke-Hofmann-Busch (LHB) der Gattungen Bwümz237 und ABwümz227 im Jahr 1972 nicht hinaus kam. Hierbei sollte der kieselgraue Bereich der Pop-Wagen möglichst weit mit den unlackierten Flächen der Edelstahlwagen harmonieren. Diese benötigten grundsätzlich keinen Anstrich, jedoch war aus gestalterischen Gründen das Fensterband dennoch zur Lackierung vorgesehen. Damit bot sich auch für den bestehenden Wagenpark eine silberne oder zumindest hellgraue Grundfarbe an.
Im Zuge der Übertragung des neuen Farbkonzepts von den S-Bahn-Prototypen auf die Schnellzugwagen, wobei allerdings der obere Zierstreifen entfiel, fanden zunächst die beiden altbekannten Reisezugwagenfarben Verwendung, jetzt allerdings mit kieselgrauen Flächen kombiniert. Zur Vorstellung bei der Hauptverwaltung der Deutschen Bundesbahn (HVB) in Frankfurt am Main am 23. Juni 1970 bildeten die Verantwortlichen zwei Farbmusterzüge:
- Musterzug Kobaltblau-Kieselgrau für den D 538/539, Wagenreihung Aüm203, Büm232, Büm234 und BDüms273
- Musterzug Chromoxidgrün-Kieselgrau für den D 670/671 Senator, Wagenreihung Aüm202, ABüm223, Büm232 und Büm239

Zwar ließ das durch die Pop-Farben geschlossen wirkende Fensterband die Wagen langgestreckt und modern wirken, jedoch stießen diese ersten Farbvorschläge weder bei den Reisenden noch intern auf Begeisterung. Einzig das Kieselgrau der Seitenwände überzeugte, für die Fensterbänder wünschte man sich aber hellere, freundlichere Farben. Noch im Sommer 1970 modifizierten die Designer daher ihr Konzept und kreierten bis zum 14. August 1970 einen dritten Musterzug in der Reihung ABüm223, Büm234, Bcüm243, Bcüm243 und Düm902, der im Ausbesserungswerk Frankfurt (Main) Nied vorgestellt wurde. Hierbei zeigten die Wagen schon die endgültige Farbauswahl, lediglich die finale Entscheidung über die Kennfarbe der Liegewagen sollte erst nach den Ergebnissen des Praxistests erfolgen. Die Grundfarben waren fortan jeweils einem bestimmten Nutzungszweck zugeordnet, wobei mit RAL 2002 Blutorange, RAL 4002 Rotviolett und RAL 4005 Blaulila noch drei weitere warme Farben hinzu kamen:
| Wagentyp                                                  | Grundfarbe                           |
| --------------------------------------------------------- | ------------------------------------ |
| Wagen der ersten Wagenklasse sowie gemischtklassige Wagen | Blutorange                           |
| Wagen der zweiten Wagenklasse sowie Halbgepäckwagen       | Kobaltblau                           |
| Vollgepäckwagen                                           | Chromoxidgrün                        |
| Liegewagen:                                               | Kobaltblau, Blaulila oder Rotviolett |
| Schlafwagen, Speisewagen und Wagen mit Buffetabteil       | Purpurrot                            |

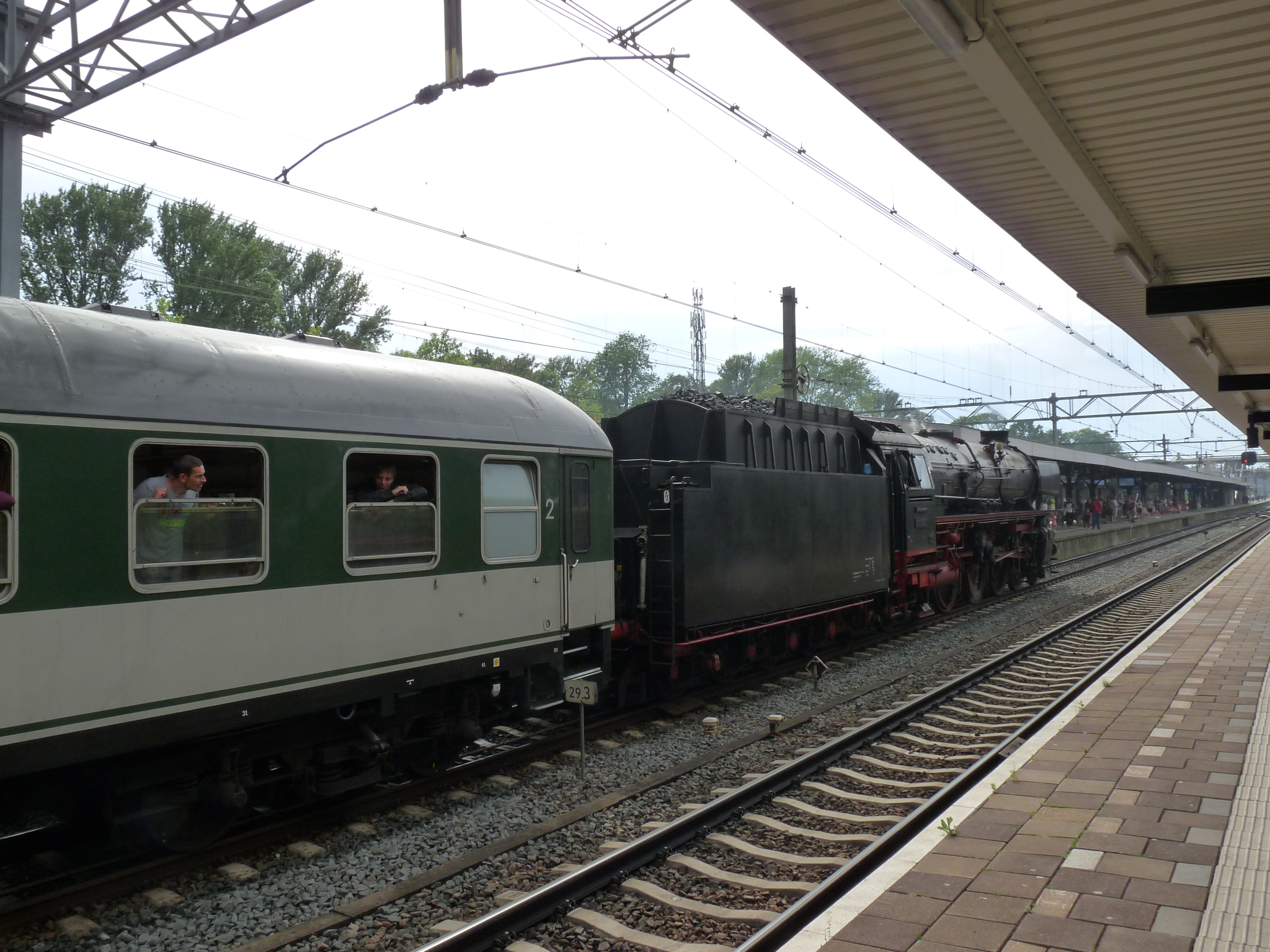
Historischer Schnellzugwagen in chromoxidgrün-kieselgrauer Pop-Lackierung, 2018

Die Farbe Purpurrot entsprach dabei der traditionellen Unternehmensfarbe der Mitropa beziehungsweise der Deutschen Schlafwagen- und Speisewagengesellschaft (DSG). Als Besonderheit wies ein Teil der purpurroten Speisewagen noch einen zweiten Zierstreifen unterhalb des Fensterbands auf.
Das farbenfrohe Erscheinungsbild fand rasch Anklang bei den Reisenden, so dass die Deutsche Bundesbahn den Versuch mit den 13 Farbmusterwagen rasch erweiterte. Schon am 31. August 1970 ordnete die Hauptverwaltung die Umlackierung von zunächst drei kompletten Garnituren an, deren Erprobung im Spätherbst gleichen Jahres begann. Mit diesen wurden die Zugpaare D 512/513, D 576/577 und D 610/611 bestückt. Um einheitliche Züge bilden zu können, wurden auch einige ältere Wagen entsprechend neu lackiert. Darunter befanden sich auch Schürzenwagen der Vorkriegsbauart, die damals schon über 30 Jahre alt waren.
Die größte Serie von Pop-Schnellzugwagen entstand schließlich zwischen Dezember 1970 und Mai 1971. Inklusive der beiden im Juni und Oktober 1972 abgelieferten LHB-Prototypen, den letzten im Pop-Design gestalteten Schnellzugwagen überhaupt, ergab sich letztlich eine Gesamtzahl von 147 entsprechend lackierten Wagen, die jedoch nie alle gleichzeitig existierten. Davon waren 86 Kobaltblau, 26 Blutorange, 18 Purpurrot, zwölf Chromoxidgrün, drei Rotviolett und zwei Blaulila:
| Gattung    | Wagentyp                              | Herkunft                                 | Anzahl | Grundfarbe                                       |
| ---------- | ------------------------------------- | ---------------------------------------- | ------ | ------------------------------------------------ |
| WRümh132   | Speisewagen                           | Neubau                                   | 01     | Purpurrot                                        |
| WRüge152   | Speisewagen                           | Umlackierung (Schürzenwagen)             | 06     | Purpurrot                                        |
| WLABüm174  | Schlafwagen                           | Umlackierung                             | 06     | Purpurrot                                        |
| Aüm202     | 1.-Klasse-Sitzwagen                   | Umlackierung                             | 02     | einer Chromoxidgrün, einer Blutorange            |
| Aüm203     | 1.-Klasse-Sitzwagen                   | Umlackierung                             | 05     | einer Kobaltblau, vier Blutorange                |
| ABüm223    | 1./2.-Klasse-Sitzwagen                | Umlackierung                             | 04     | einer Chromoxidgrün, drei Blutorange             |
| ABüm225    | 1./2.-Klasse-Sitzwagen                | teilweise Neubau, teilweise Umlackierung | 17     | Blutorange                                       |
| ABwümz227  | 1./2.-Klasse-Sitzwagen                | Neubau (LHB-Prototyp)                    | 01     | Blutorange                                       |
| Büm232     | 2.-Klasse-Sitzwagen                   | Umlackierung                             | 08     | sieben Kobaltblau, einer Chromoxidgrün           |
| Büm233     | 2.-Klasse-Sitzwagen                   | Umlackierung                             | 01     | Kobaltblau                                       |
| Büm234     | 2.-Klasse-Sitzwagen                   | teilweise Neubau, teilweise Umlackierung | 69     | Kobaltblau                                       |
| Bwümz237   | 2.-Klasse-Sitzwagen                   | Neubau (LHB-Prototyp)                    | 01     | Kobaltblau                                       |
| Büm239     | 2.-Klasse-Sitzwagen                   | Umlackierung                             | 01     | Chromoxidgrün                                    |
| Bcüm243    | 2.-Klasse-Liegewagen                  | Umlackierung                             | 06     | einer Kobaltblau, drei Rotviolett, zwei Blaulila |
| Bcümk255   | 2.-Klasse-Liegewagen mit Küchenabteil | Umlackierung                             | 01     | Kobaltblau                                       |
| BDüms273   | 2.-Klasse-Sitzwagen mit Gepäckabteil  | Neubau                                   | 04     | Kobaltblau                                       |
| BRbuümz285 | 2.-Klasse-Sitzwagen mit Buffetabteil  | Neubau                                   | 05     | Purpurrot                                        |
| Düm902     | Gepäckwagen                           | Umlackierung                             | 09     | einer Kobaltblau, acht Chromoxidgrün             |

Trotzdem gelang es in der Praxis nicht, die Pop-Wagen stets – wie eigentlich vorgesehen – in reinrassigen Garnituren zu verwenden. Zudem fehlten passend lackierte Lokomotiven und Bahnpostwagen. Die bunten Wagen fuhren dabei überwiegend von Bremen, Osnabrück, Norddeich und Dortmund nach München, zudem waren sie auf der Relation Basel–Hamburg anzutreffen. Etwas später entwickelte sich dann die, von 1973 bis 1978 existierende, Zuggattung Schnellzug des Intercity-Ergänzungssystems (DC) zum Haupteinsatzgebiet der Pop-Wagen. Folgende Züge konnten farbrein gebildet werden:
- D 516/517
- D 576/577
- D 610/611
- DC 910/915 Emsland
- DC 912/913 Ostfriesland
- DC 913/914 Münsterland
- DC 918/919 Westfalenland
- DC 930 Eggeland
- DC 935 Lippeland

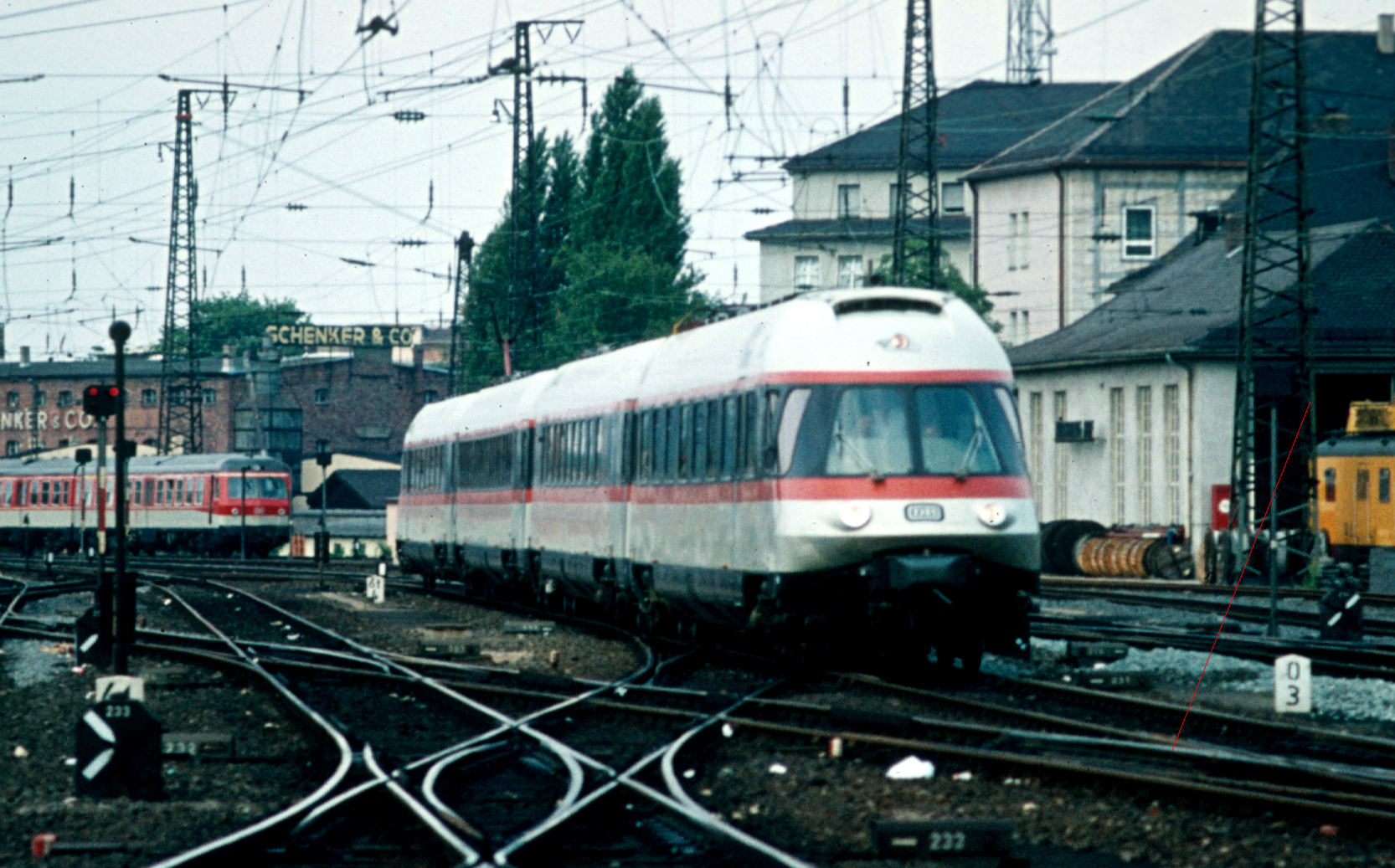
Die Lackierung der 1973 vorgestellten Baureihe 403 bedeutete bereits die Abkehr von der Pop-Lackierung im Fernverkehr, orientierte sich aber zumindest bezüglich der Hell-Dunkel-Aufteilung noch stark an dieser

Letztlich erwiesen sich die neuen Farben der Schnellzugwagen jedoch als vergleichsweise teuer in der Produktion und unflexibler bei der Zugbildung. Außerdem waren sie aufwändiger in der Wartung, da die tief liegenden kieselgrauen Flächen schneller verschmutzt aussahen als bei Wagen, die unterhalb des Fensterbandes dunkel gestrichen waren. Diese Überlegungen führten letztlich schon im Frühjahr 1974 zur Einführung der neuen Standardfarben Elfenbein und Ozeanblau, wobei die dunkle Fläche – analog zum TEE – wiederum unten zu finden war. Zuvor folgten allerdings noch weitere kleinere Farbversuche, namentlich die drei Schwarzbraun und Kieselgrau lackierten IC-Triebzüge der Baureihe 403 des Jahres 1973 sowie die beiden Olympiablau mit weißem Kontraststreifen, analog zur Eurofima-C1-Lackierung, lackierten Eurofima-Prototypen der Gattung ABvmz227 des Jahres 1974.
Als erster Pop-Wagen schied schon am 21. Juli 1971 ein Büm234 aus dem Bestand, der beim Eisenbahnunfall von Rheinweiler verunglückte. Es folgte am 25. März 1974 der einzige WRümh132 in Pop-Farben, der als Reservefahrzeug nie einem festen Umlauf zugeordnet war und in Folge eines Unfalls in der Nähe von Brüssel ausbrannte. 1982 wurden die Pop-Wagen dann nur noch von Lindau, München-Pasing und Saarbrücken aus eingesetzt und waren in den folgenden Zügen anzutreffen:
- D 360/361
- D 362/363
- D 364/365
- D 894/895
- D 896/897
- D 950/951
- D 1284/1285

Im Mai 1985 waren dann nur noch fünf Bm234 im Pop-Design vorhanden, davon drei in München und zwei in Lindau. Ihr Einsatzgebiet waren die Züge D 762/763, D 1284/1285 und das Eilzugpaar 2713/2798, letzteres mit Übergang auf D 798/799 im Durchlauf von Lindau nach Kassel. Der allerletzte Pop-Schnellzugwagen, ein Münchner Bm234, wurde schließlich um den Jahreswechsel 1988/1989 herum in einen Interregio-Wagen umgebaut und verlor dabei sein Ursprungsdesign.
2001 lackierte das Eisenbahnverkehrsunternehmen Schienenverkehrsgesellschaft (SVG) aus Stuttgart ferner in Eigenregie drei Schnellzugwagen für den Charterverkehr in Pop-Farben nach historischem Vorbild um, die aber schon 2005 wiederum ein neues Design erhielten. Seit 2017 besitzt darüber hinaus das niederländische Eisenbahnmuseum Stoom Stichting Nederland (SSN) einen Bm238 in Pop-Farben. Jedoch besaß keiner dieser vier Wagen schon zu Zeiten der Deutschen Bundesbahn Pop-Farben.

### Baureihe 614

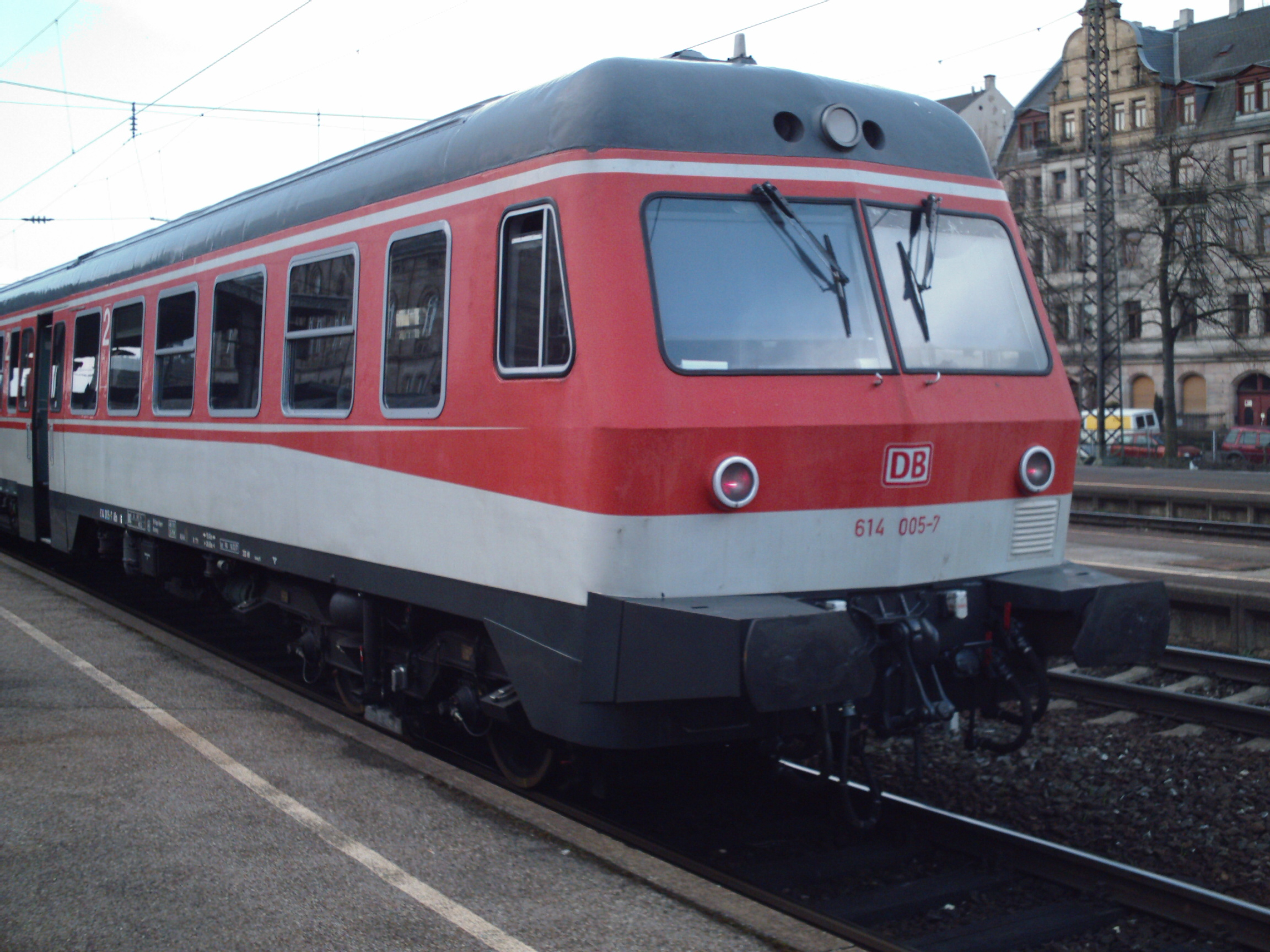
Ein Triebwagen der Baureihe 614 in blutorange-kieselgrauer Pop-Lackierung

Zufällig in die Zeit des Pop-Farbversuchs entfiel die Ablieferung der ersten Dieseltriebwagen der Baureihe 614 samt zugehöriger Mittelwagen der Baureihe 914, die deshalb ebenfalls in das neue Farbkonzept aufgenommen wurden. Hierbei handelte es sich um die beiden im Jahr 1971 abgelieferten Prototypen, die Endabnahme des allerersten erfolgte am 8. Juni 1971, sowie die 25 zwischen August 1973 und Juli 1975 abgelieferten Fahrzeuge der ersten Bauserie, die später überwiegend beim Bahnbetriebswerk Nürnberg West beheimatet waren. Die Baureihe 614 hatte als Grundfarbe Blutorange und wiederum zwei Zierstreifen, wobei sich der zweite direkt unterhalb des Fensterbands befand. Die ab Oktober 1975 abgelieferten Züge der zweiten Bauserie, die überwiegend zum Bahnbetriebswerk Braunschweig kamen, erhielten dann wiederum das spätere ozeanblau-beige Standarddesign.
Im Zuge ihrer Modernisierung in den Jahren 1992 bis 1996 bekamen fast alle Triebzüge der Baureihe 614 die minttürkis/pastelltürkise Produktfarben-Lackierung. Lediglich die Garnitur 614 005, 914 003 und 614 006 behielt aus historischen Gründen – trotz Innenraum-Redesigns – ihre Pop-Lackierung. Sie war bis zu ihrer Außerdienststellung zum Fahrplanwechsel im Dezember 2010 das letzte Fahrzeug der Deutschen Bahn AG in Pop-Lackierung überhaupt. Die Einheit blieb erhalten und gehört heute ebenfalls dem DB Museum in Nürnberg.

### S-Bahn und City-Bahn
Analog zu den Triebzügen der Baureihe 420 erhielten in den späten 1970er und frühen 1980er Jahren auch die Prototypen und die erste Bauserie der x-Wagen sowie die 78 zugehörigen Elektrolokomotiven der Baureihe 111 mit den Nummern 111 111 bis 111 188 das reinorange-kieselgraue S-Bahn-Farbschema. Sie waren überwiegend bei der S-Bahn Rhein-Ruhr anzutreffen, halfen aber ab 1988 vorübergehend auch bei der damals neu eröffneten S-Bahn Nürnberg aus. Hiervon blieb weder ein Wagen noch eine Lokomotive in Originallackierung erhalten.
1984 wurde das S-Bahn-Design schließlich auf die damals neu eingeführte Zuggattung City-Bahn (CB) übertragen, als für die Strecke Köln–Gummersbach zusammen 25 n-Wagen modernisiert wurden, darunter sieben ABnrz400, zehn Bnrz430, ein Bistrowagen Bnrkz490 und sieben Steuerwagen BDnrzf460. Passend dazu existierten zehn Lokomotiven der Baureihe 218 in Reinorange-Kieselgrau, von dieser Serie konserviert das DB Museum Koblenz die Maschine 218 137-8 im originalen City-Bahn-Anstrich von 1984.

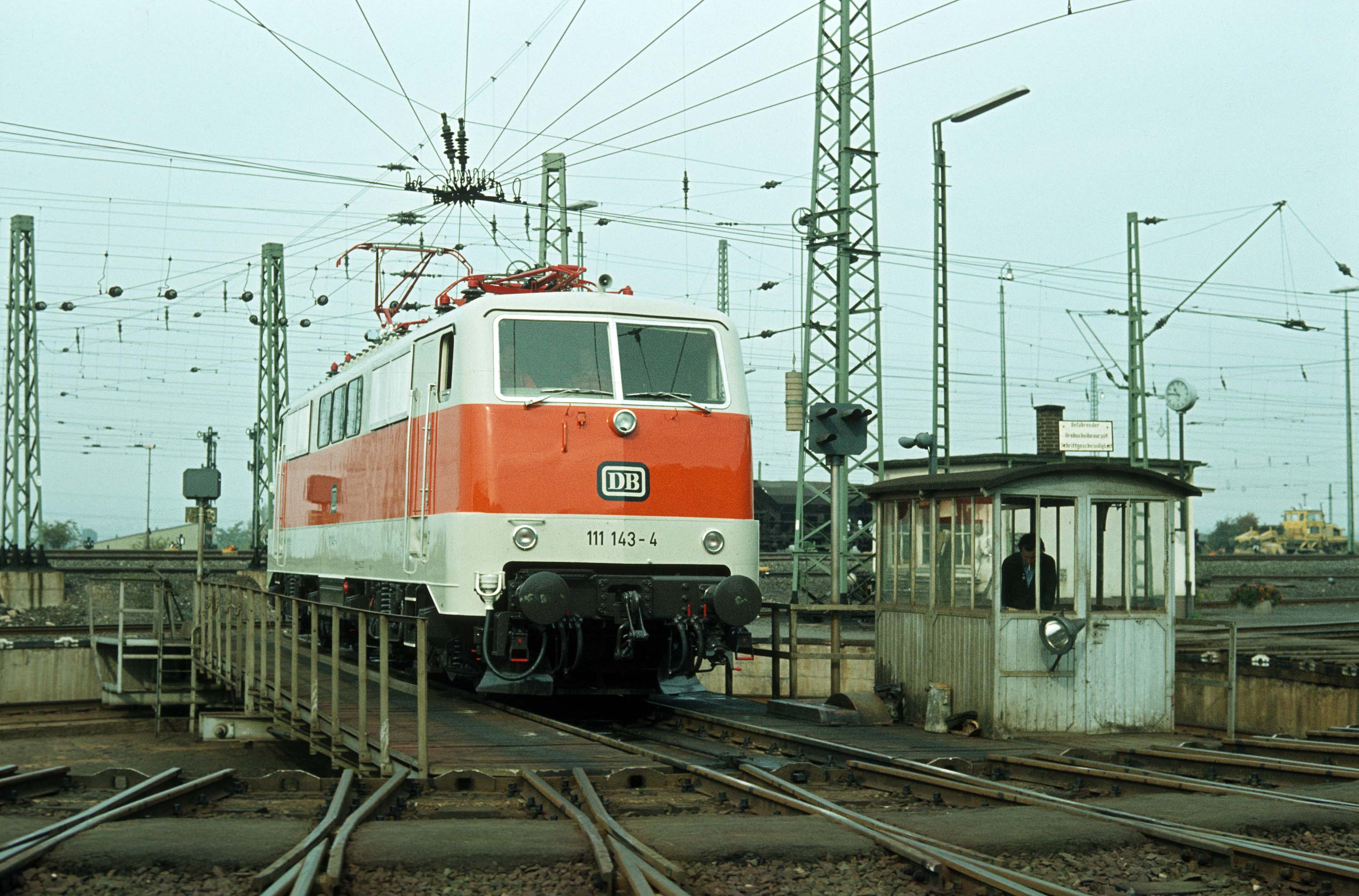
Lokomotive der Baureihe 111 in reinorange-kieselgrau, 1979
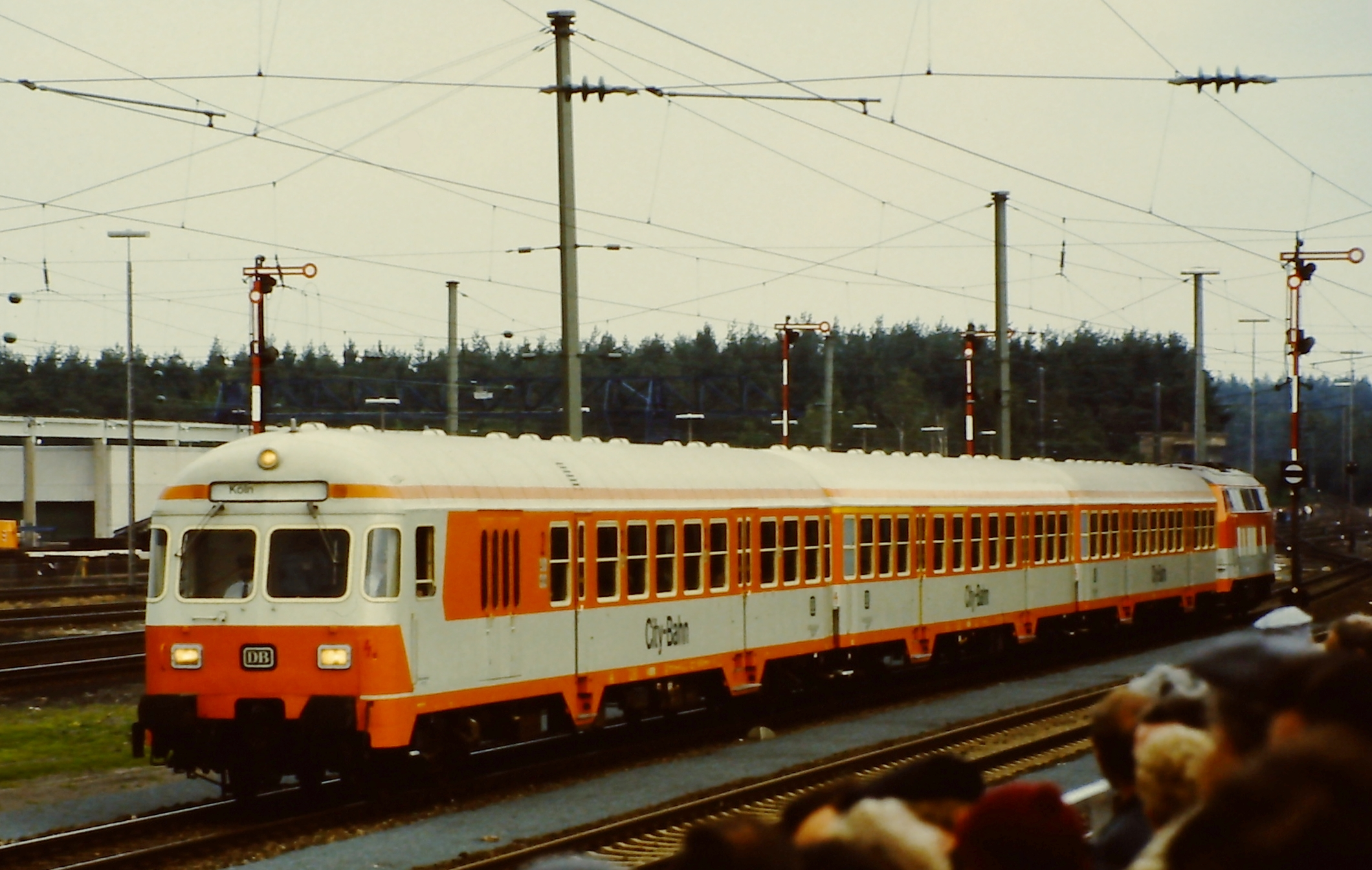
Ein Zug der ersten City-Bahn, hier 1985 bei der Jubiläumsparade 150 Jahre Deutsche Eisenbahnen in Nürnberg, 1985
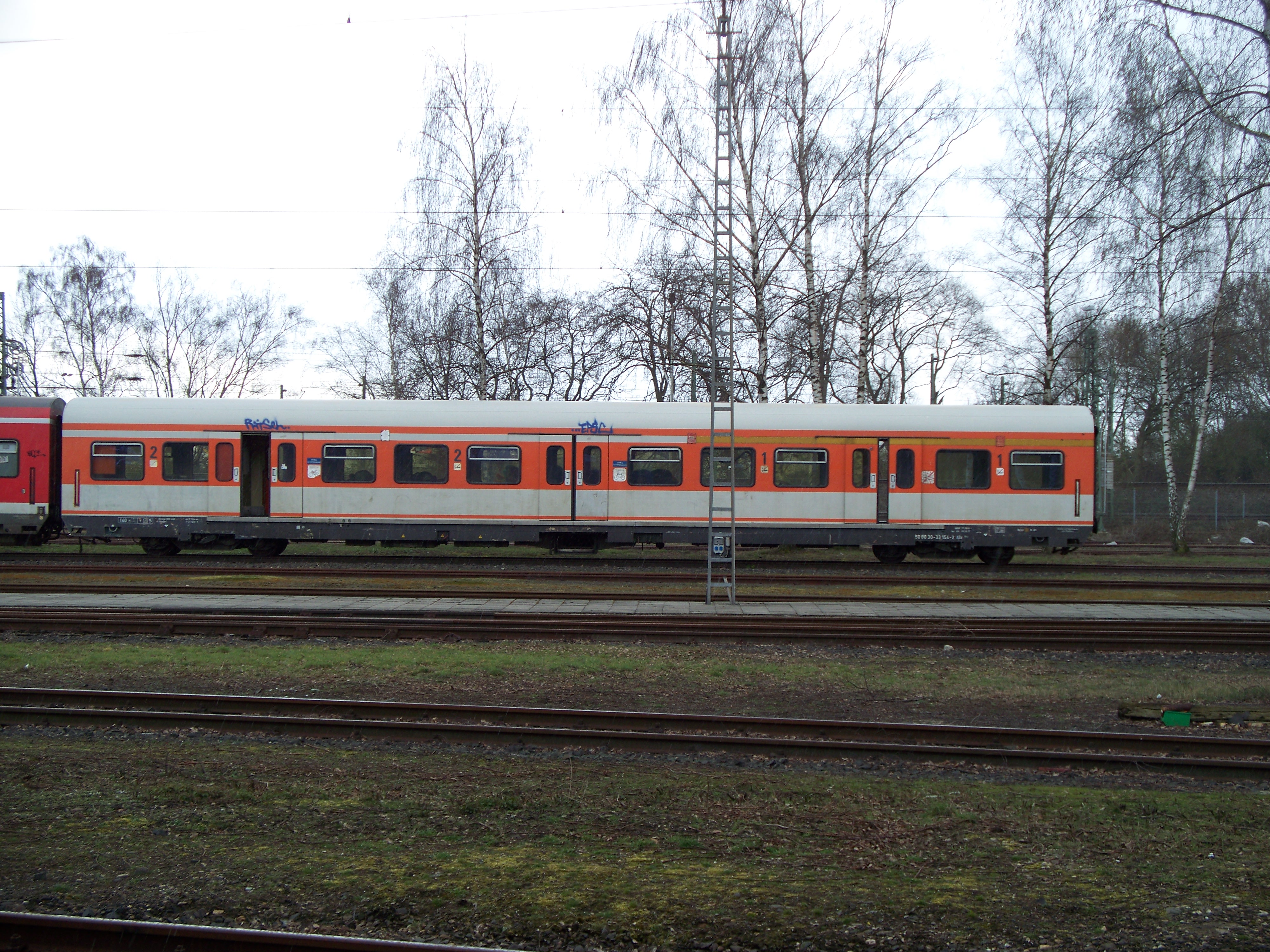
Letzter x-Wagen in Pop-Lackierung, 2008
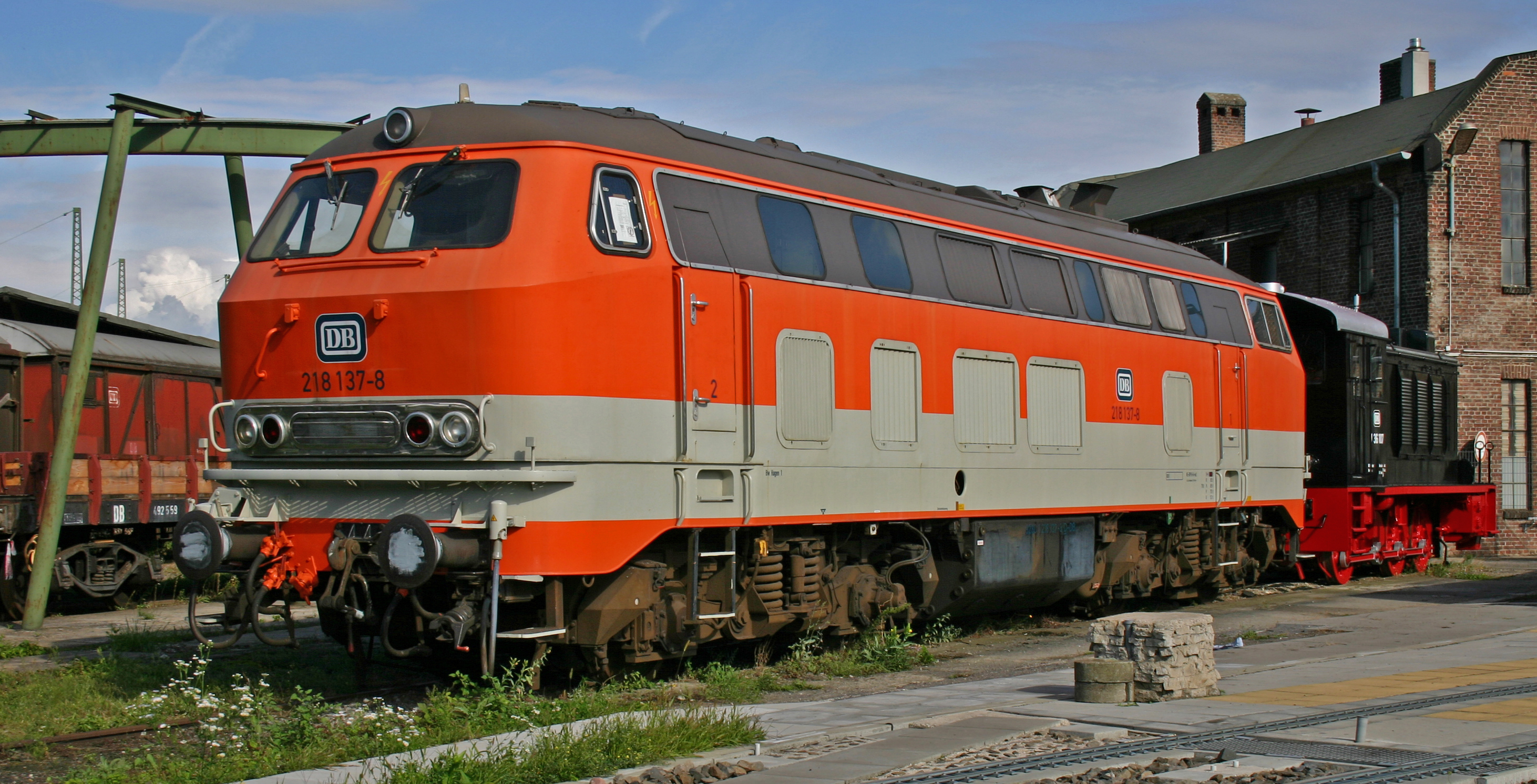
Ehemalige City-Bahn-Lokomotive der Baureihe 218 im DB Museum Koblenz, 2014

### Inselbahn Wangerooge
In der ersten Hälfte der 1970er Jahre entschied sich die Deutsche Bundesbahn, über das eigentliche Versuchsprogramm hinaus, auch bei den Personenwagen der meterspurigen Inselbahn Wangerooge für ein stark an die Pop-Lackierung angelehntes Farbkonzept. Nachdem die dort verwendeten vierachsigen Plattformwagen zuvor einheitlich chromoxidgrün gestrichen waren, hatten sie fortan – unabhängig vom Verwendungszweck – ebenfalls blutorange, chromoxidgrüne oder kobaltblaue Fensterbänder bei kieselgrauer Grundfarbe. Auf Zierstreifen wurde hingegen gänzlich verzichtet. Schon in den frühen 1980er Jahren verschwand diese Lackierung wieder, als alle Wagen der Inselbahn eine flächendeckende Ganzreklame erhielten.

### Tegernsee-Bahn
In den 1970er Jahren lackierte auch die private Tegernsee-Bahn Aktiengesellschaft (TAG) einen ihrer drei Umbauwagen der Gattung B4yg, die Nummer 45, nach dem Vorbild der Staatsbahn in einer blau-kieselgrauen Pop-Lackierung. Dabei waren die Wagenenden und Einstiegstüren komplett blau, die kieselgrauen Bereiche beschränkten sich auf die nicht zurückgesetzten Seitenwände zwischen den Einstiegen. Dieser Wagen kam über seine Stammstrecke Schaftlach–Tegernsee hinaus auch bis München Hauptbahnhof zum Einsatz.

### Kommunale Verkehrsbetriebe
In Anlehnung an die S-Bahn Rhein-Main führten in den 1970er Jahren auch die Verkehrsgesellschaft Frankfurt (VGF), die Mainzer Verkehrsgesellschaft (MVG) und die Darmstädter HEAG jeweils eine orange-kieselgraue Standardlackierung ein, um ein einheitliches Erscheinungsbild der öffentlichen Nahverkehrsmittel in der Region zu gewährleisten.
Unabhängig davon präsentierte die Albtal-Verkehrs-Gesellschaft (AVG) ebenfalls Mitte der 1970er Jahre eine neue Lackierung mit hellgrünem Fensterband und zitronengelber Bauchbinde. Sie wird ebenfalls als Pop-Lackierung bezeichnet und prägte das Bild des Unternehmens bis in die 1980er Jahre hinein.

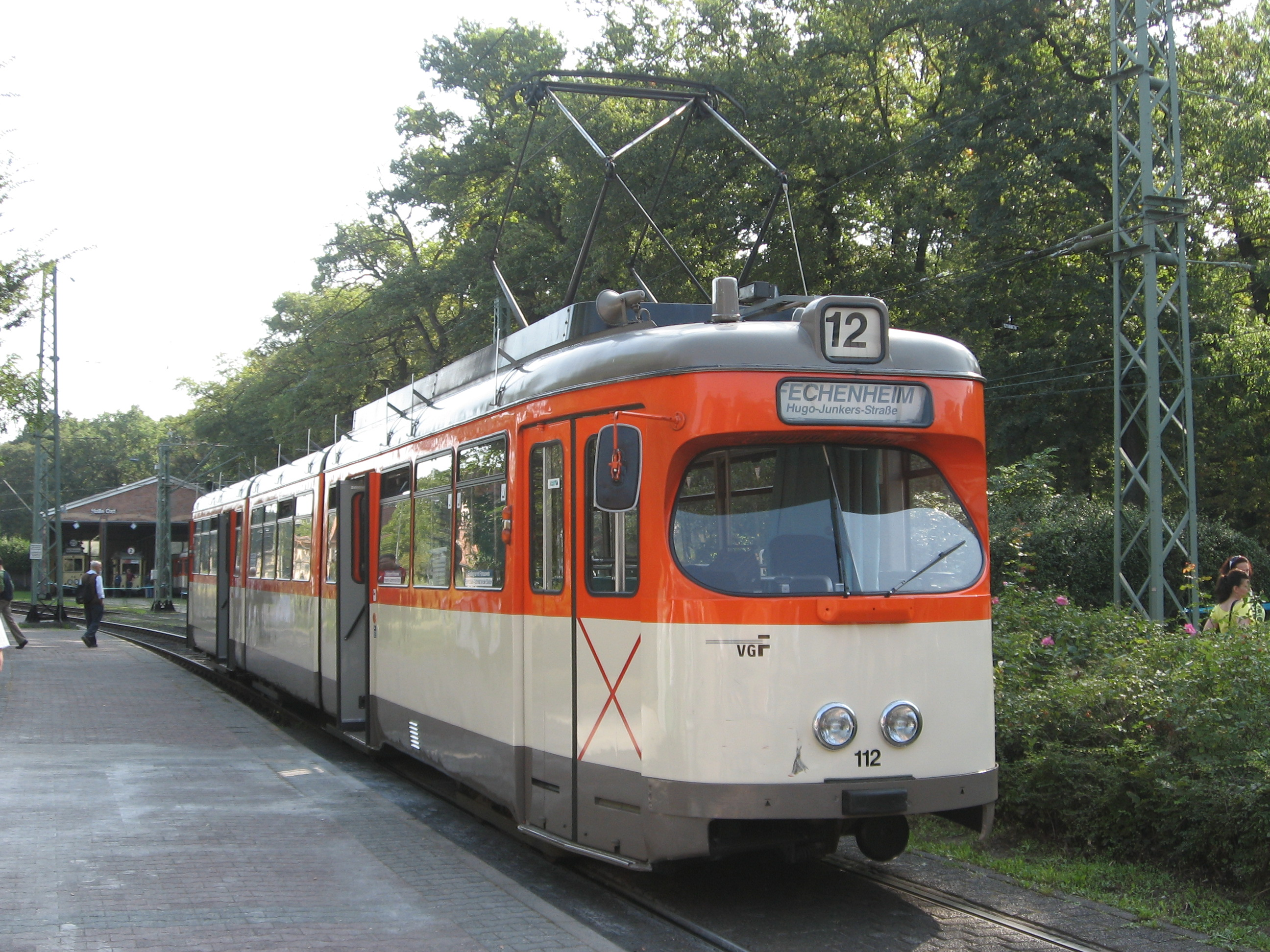
Reinorange-kieselgrauer Triebwagen der Straßenbahn Frankfurt am Main
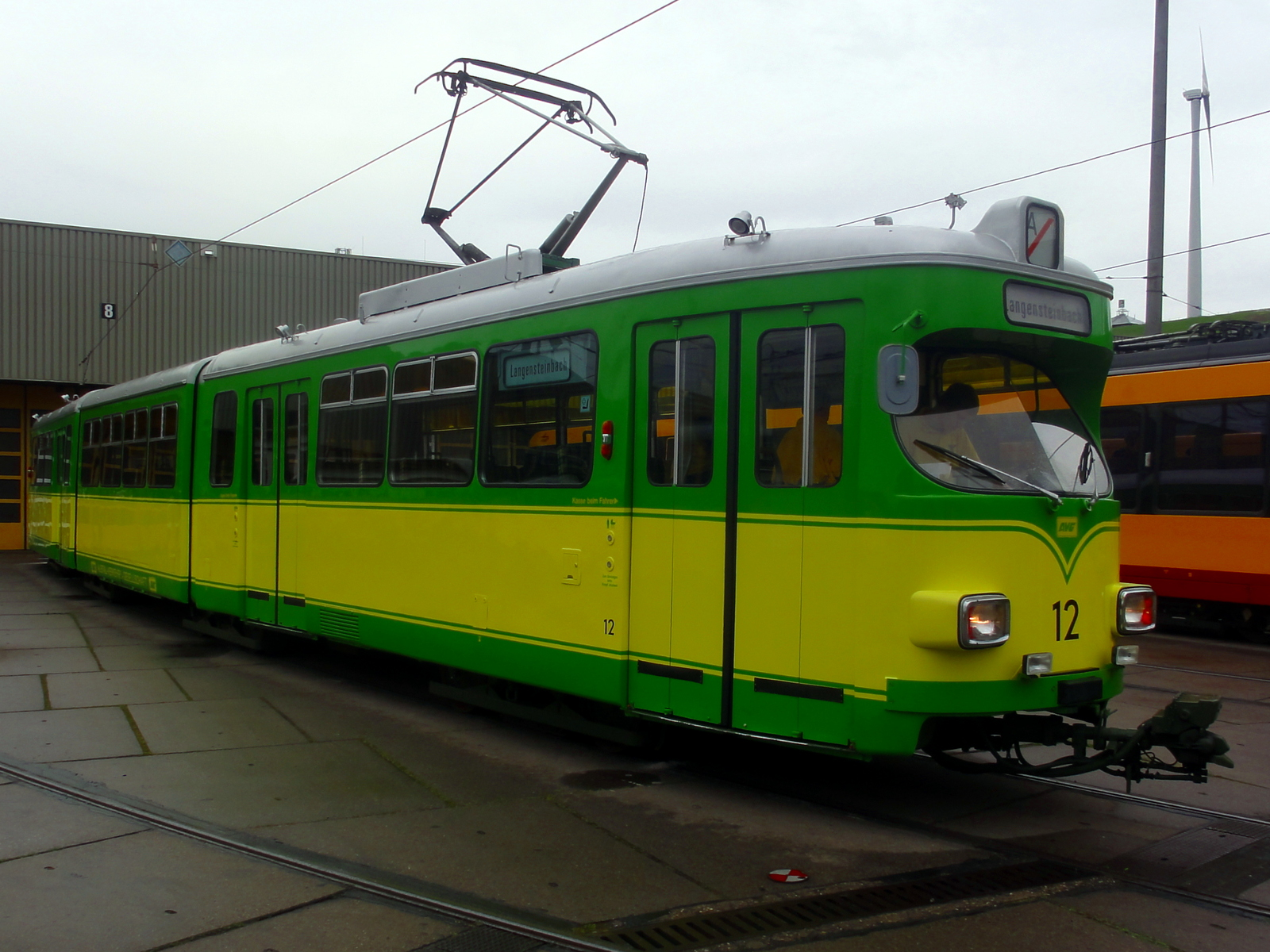
AVG-Triebwagen in der Pop-Lackierung der 1970er Jahre